# Чапаевский сельский округ (Восточно-Казахстанская область)
Чапаевский сельский округ — административно-территориальное образование в Зыряновском районе Восточно-Казахстанской области.

## Населённые пункты
В состав Чапаевского сельского округа входит 5 сёл: Чапаево (722 жителя), Снегирёво (347 жителей), Крестовка (279 жителей), Орловка (232 жителя), Пролетарка (102 жителя). Аким округа — Габдиев Р.П

## Экономика
На территории округа работают 16 крестьянских хозяйств, 11 ТОО, 9 — объектов торговли. Основное направление сельскохозяйственной деятельности — зерновое земледелие, животноводство.
На частном подворье население выращивает КРС, свиней, птицу.
На территории района находится 1 средняя школа, Чапаевский сельскохозяйственный колледж готовит механизаторов и поваров. В Чапаево работает семейная амбулатория, в остальных селах — медицинские пункты.